# Мускуснокенгурові
Мускуснокенгурові (Hypsiprymnodontidae) — родина сумчастих, яка містить лише один вид нині живих істот: Кенгуровий мускусний щур (Hypsiprymnodon moschatus) і три роди викопних тварин.